# KCNA2
KCNA2 (англ. Potassium voltage-gated channel subfamily A member 2) – білок, який кодується однойменним геном, розташованим у людей на короткому плечі 1-ї хромосоми.  Довжина поліпептидного ланцюга білка становить 499 амінокислот, а молекулярна маса — 56 717.
| 10         |  | 20         |  | 30         |  | 40         |  | 50         |
| ---------- |  | ---------- |  | ---------- |  | ---------- |  | ---------- |
| MTVATGDPAD |  | EAAALPGHPQ |  | DTYDPEADHE |  | CCERVVINIS |  | GLRFETQLKT |
| LAQFPETLLG |  | DPKKRMRYFD |  | PLRNEYFFDR |  | NRPSFDAILY |  | YYQSGGRLRR |
| PVNVPLDIFS |  | EEIRFYELGE |  | EAMEMFREDE |  | GYIKEEERPL |  | PENEFQRQVW |
| LLFEYPESSG |  | PARIIAIVSV |  | MVILISIVSF |  | CLETLPIFRD |  | ENEDMHGSGV |
| TFHTYSNSTI |  | GYQQSTSFTD |  | PFFIVETLCI |  | IWFSFEFLVR |  | FFACPSKAGF |
| FTNIMNIIDI |  | VAIIPYFITL |  | GTELAEKPED |  | AQQGQQAMSL |  | AILRVIRLVR |
| VFRIFKLSRH |  | SKGLQILGQT |  | LKASMRELGL |  | LIFFLFIGVI |  | LFSSAVYFAE |
| ADERESQFPS |  | IPDAFWWAVV |  | SMTTVGYGDM |  | VPTTIGGKIV |  | GSLCAIAGVL |
| TIALPVPVIV |  | SNFNYFYHRE |  | TEGEEQAQYL |  | QVTSCPKIPS |  | SPDLKKSRSA |
| STISKSDYME |  | IQEGVNNSNE |  | DFREENLKTA |  | NCTLANTNYV |  | NITKMLTDV  |

A: Аланін

C: Цистеїн

D: Аспарагінова кислота

E: Глутамінова кислота

F: Фенілаланін

G: Гліцин

H: Гістидин

I: Ізолейцин

K: Лізин

L: Лейцин

M: Метіонін

N: Аспарагін

P: Пролін

Q: Глутамін

R: Аргінін

S: Серин

T: Треонін

V: Валін

W: Триптофан

Кодований геном білок за функціями належить до іонних каналів, потенціалзалежних каналів, фосфопротеїнів. 
Задіяний у таких біологічних процесах як транспорт іонів, транспорт, транспорт калію. 
Білок має сайт для зв'язування з калію. 
Локалізований у клітинній мембрані, мембрані, клітинних контактах, ендоплазматичному ретикулумі, клітинних відростках, синапсах, синаптосомах.